# Де Пюлли, Шарль Жозеф Рандон де Мальбуассьер
Шарль Жозе́ф Рандо́н де Мальбуассье́р де Пюлли́ (фр. Charles Joseph Randon de Malboissière de Pully; 1751—1832) — французский военный деятель, дивизионный генерал (1793 год), граф (1809 год), участник революционных и наполеоновских войн. Имя генерала выбито на Триумфальной арке в Париже.

## Биография
Младший брат писательницы Женевьевы-Франсуазы Рандон де Мальбуасьер. 22 апреля 1768 года, в возрасте 17 лет, поступил добровольцем на военную службу в гусарский полк Бершени. 14 января 1769 года переведён в 1-ю роту Королевских мушкетёров с чином лейтенанта, 11 апреля 1770 года получил сертификат капитана в драгунском полку Ларошфуко. В 1776 году он отправился в лагерь Воссьё по приказу маршала Брольи. В 1783 году служил в Нормандии под командованием маршала де Во. В 1784 году полковник д’Отишан так охарактеризовал Пюлли: «Достаточно хороший капитан, но никогда не станет более чем посредственным старшим офицером». 1 мая 1788 года произведён в полковники-лейтенанты и 17 мая 1789 года назначен командиром эскадрона кавалерийского полка Ройяль-Крават (с 1 января 1791 года – 10-й кавалерийский полк).
Хотя он принадлежал к благородной семье, он с энтузиазмом воспринял принципы Французской революции. 5 февраля 1792 года был произведён в полковники с назначением командиром 8-го кавалерийского полка, с которым сражался в рядах Мозельской армии под командой генерала Дюмурье. 19 сентября 1792 года был произведён в бригадные генералы. С 20 сентября 1792 года командовал бригадой, состоящей из 8-го и 10-го кавалерийских полков, в сражении при Вальми. 15 декабря 1792 года отличился при захвате высоты Ваврен, где во главе 1200 солдат взял укрепления у подножия горы Ам, защищаемые 3000 австрийцев. Его действия заслужила высокую похвалу со стороны начальства, и 8 марта 1793 года по представлению генерала Бернонвиля Пюлли был произведён в дивизионные генералы. 17 мая 1793 года под командованием генерала Кюстина отличился в сражениях против пруссаков при Хершайме и Райнцаберне. Затем Пюлли возглавил корпус Мозельской армии в Вогезах, но был заподозрен в том, что оставил лагерь Хорнебах в надежде эмигрировать. Написал оправдательное письмо Комитету общественного спасения, но был отстранён от должности 5 сентября 1793 г.ода и заключён в тюрьму. 16 ноября 1794 года получил свободу. 14 апреля 1795 уволен из армии.
Возвратился к активной службе 13 июня 1795 года и зачислен в состав Северной армии. 22 августа 1795 года возглавил дивизию в Зеландии. 27 сентября 1795 года снова «отстранён».
12 мая 1796 года Директория подтвердила его реабилитацию, и он был назначен генеральным инспектором кавалерии Рейнско-Мозельской армии. Его назначение совпадает с началом операций в Германии под руководством генерала Шерера. 22 апреля 1797 года переведён в той же должности в Итальянскую армию Бонапарта. 11 ноября 1799 года возглавил дивизию в данной армии.
После государственного переворота 18 брюмера стал горячим сторонником Наполеона Бонапарта. 9 января 1800 года назначен Первым консулом командующим 15-м военным округом в Руане. Затем ему и генералу Гардану было поручено разоружить 14-й военный округ. 24 марта 1800 года присоединился к Рейнской армии. 17 ноября — к Армии Граубюндена под командой генерала Макдональда. Командуя дивизией, отличился при переправе и взятии Сан-Альберто, и внёс свой вклад в капитуляцию города Тренто 7 января 1801 года. После приостановления военных действий, он занял часть Тироля. С 11 сентября 1801 года командовал кавалерийским корпусом в Цизальпинской республике.
В кампании 1805 года командовал дивизией тяжёлой кавалерии в Итальянской армии маршала Массена. Отличился при переходе через Тальяменто и Изонцо.
30 сентября 1806 года получил должность инспектора кавалерийских депо Итальянской и Неаполитанской армий. 6 октября 1807 года стал генеральным инспектором кавалерии Итальянской и Неаполитанской армий, а также 27-го и 28-го военных округов.
С 1 апреля 1809 года командовал 2-й драгунской дивизией Итальянской армии, отличился в боевых операциях против австрийцев. 4 сентября 1809 года занимался организацией и инспекцией кавалерийской корпуса Северной армии. С 20 ноября руководил организацией и обучением 12 временных драгунских полков и их депо. С 1810 по 1811 годы был генеральным инспектором всей кавалерии, расквартированной в Италии. 7 мая 1811 года переведён на должность генерального инспектора кавалерийских депо 6-го и 18-го военных округов.
5 января 1812 года назначен губернатором императорского дворца Мёдон. Занимался организацией в Версале 1-го полка Почётной гвардии, который и возглавил 8 апреля 1813 года.
Участвовал во Французской кампании 1814 года в составе 2-й гвардейской кавалерийской дивизии генерала Дефранса. Сражался при Ла-Ротьере, Монмирале, Шато-Тьерри, Реймсе и Арси-сюр-Обе.
При первой реставрации Бурбонов остался на службе. Однако во время «Ста дней» вновь присоединился к Императору и 3 июня 1815 года определён в распоряжение военного министра. После поражения при Ватерлоо назначен 29 июня 1815 года командиром обороны северных предместий Парижа — Сен-Дени и Булонского леса.
После второй реставрации 4 сентября 1815 года вышел в отставку. 7 февраля 1831 года зачислен в резерв, но уже 1 мая 1831 года окончательно вышел в отставку.
Умер 20 апреля 1832 года в Париже в возрасте 80 лет, и был похоронен на кладбище Пер-Лашез.

## Воинские звания
- Гусар (22 апреля 1768 года);
- Лейтенант (14 января 1769 года);
- Капитан (11 апреля 1770 года);
- Полковник-лейтенант (1 мая 1788 года);
- Полковник (5 февраля 1792 года);
- Бригадный генерал (19 сентября 1792 года);
- Дивизионный генерал (8 марта 1793 года).

## Титулы
- Граф Пюлли и Империи (фр. comte Pully et de l'Empire; декрет от 15 августа 1809 года, патент подтверждён 12 ноября 1809 года в Фонтенбло и 2 января 1815 года в Париже)[1][2][3].

## Награды
Кавалер военного ордена Святого Людовика (29 мая 1789 года)
 Легионер ордена Почётного легиона (11 декабря 1803 года)
 Коммандан ордена Почётного легиона (14 июня 1804 года)
 Великий офицер ордена Почётного легиона (23 августа 1814 года)